# Residencia de personas mayores

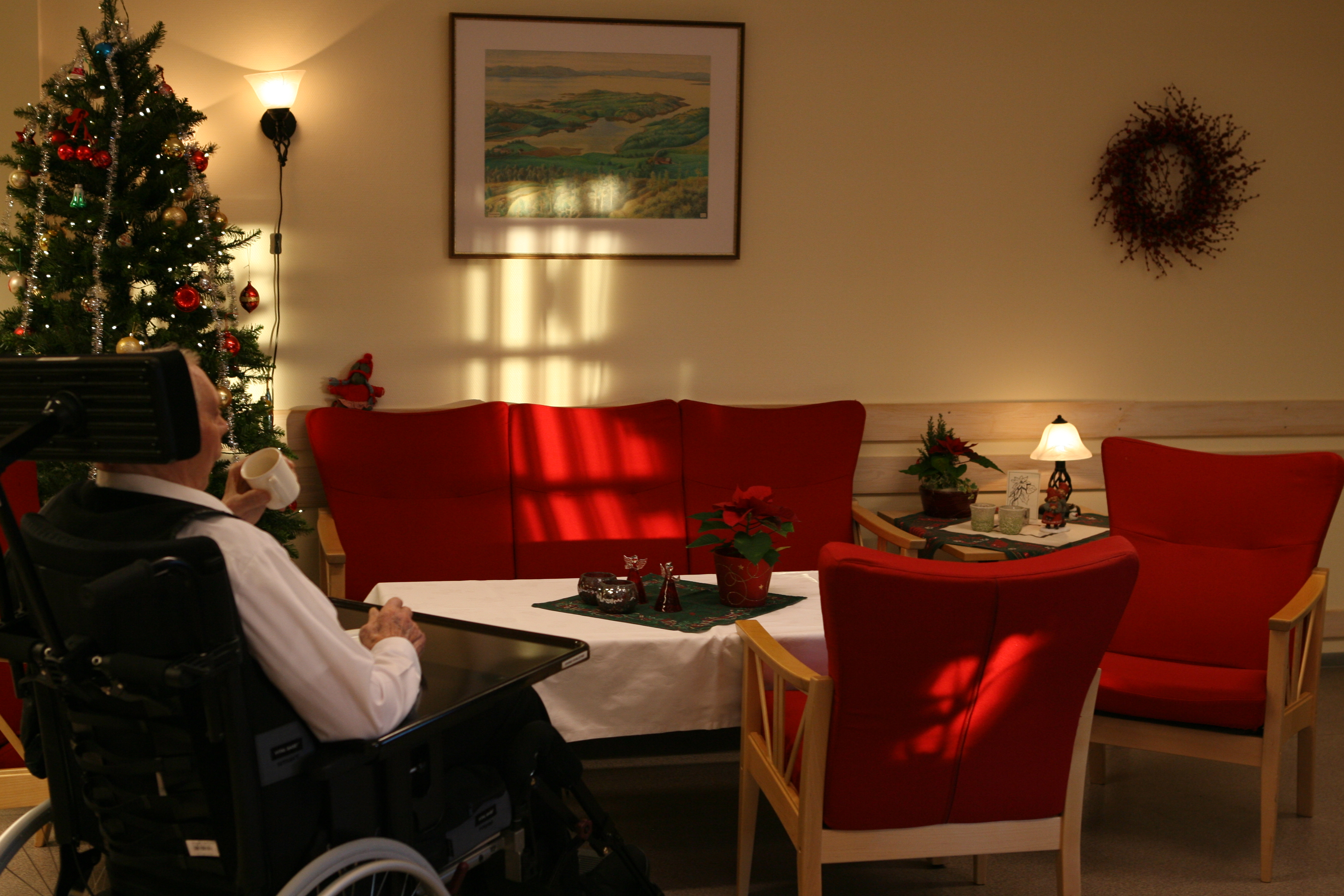
Navidad en una residencia geriátrica situada en Noruega.

Una residencia de personas mayores  o residencia de ancianos es una institución (en ocasiones administrada como centro gerontológico, también llamada Residencia geriátrica o permanente, en ocasiones como casa particular con o sin servicios médicos adicionales), en donde viven temporal o permanentemente personas mayores en la mayoría de los casos con determinado grado de dependencia. En las residencias se ofrecen servicios de desarrollo personal y atención sociosanitaria. En los casos en los que incluye servicios geriátricos, se trata de un equipo de profesionales adecuados con formación específica en geriatría.
Es necesario distinguir entre gerontología y geriatría. La gerontología comprende cuidados básicos orientados a personas mayores en general, mientras que la geriatría abarca, desde el envejecimiento saludable, a las diferentes patologías más propias de esa etapa vital y los denominados síndromes geriátricos. Los conocimientos específicos de estos profesionales se acreditan mediante los títulos oficiales de Especialista en Geriatría (profesionales de medicina) y de Especialista en Enfermería Geriátrica (profesionales enfermeros). Estas son las denominaciones oficiales en España (véanse los distintos decretos de especialidades vigentes en España y sus equivalencias). No existen títulos específicos oficiales en otras disciplinas.
Es muy importante fomentar el buen trato a los residentes que por un lado fomente una atención centrada en la persona y por otro prevenga el maltrato o abuso a los residentes.
En algunos países se les denomina ancianato.

## Recursos humanos
En una residencia de personas mayores el personal habitual incluye:
- Director / gerente.
- Médico especializado en geriatría.
- Gerontólogo.
- Gerocultor/Cuidador.[2]
- Psicólogo con conocimientos y experiencia en vejez y envejecimiento / pacientes geriátricos.
- Trabajador social.
- Enfermeros con conocimientos en geriatría.
- Auxiliares de enfermería.
- Terapeutas en fisioterapia.
- Terapeuta ocupacional.
- Animador sociocultural.
- Educador Social.
- Administrativos.
- Cocineros.
- Ayudantes de cocina.
- Personal de limpieza.
- Personal de lavandería.
- Personal de mantenimiento.
- Conductor o transportista (los que se necesiten).
- Jardinero.
- Portero o recepcionista.

Cada miembro del personal debe tener un perfil adecuado a la función que tiene asignada, así como un plan de formación continua para asegurar la idoneidad en la realización de sus funciones a lo largo de su vida laboral. En el caso de España, la necesidad de este plan de formación continua se encuentra reflejada en la Ley de dependencia española.
El tamaño de la plantilla de profesionales de la residencia tiene que ser adecuado para el número de plazas que oferta la residencia.

## Servicios ofrecidos
La variedad, y la intensidad en la prestación de servicios puede ser muy variable. Normalmente existen unos servicios mínimos regulados por ley que suelen incluir la manutención, estimulación de capacidades funcionales, dinamización sociocultural, atención sanitaria, ayuda a la integración social y terapia ocupacional.
Además de lo anterior, se suelen ofrecer también servicio médico, enfermería, atención psicológica, lavandería, acogida y convivencia, soporte familiar, transporte y administración de fármacos. 
Al tener que elegir un centro para personas mayores, es muy importante asegurarse de que el personal está cualificado y preparado para tratar y cuidar a residentes con cualquier tipo de demencia o dependencia.
De cara a una digna estancia en las residencias, es fundamental que sean –o tengan previsto ser– centros acreditados como "Centros libres de sujeciones", para así evitar un trato inadecuado hacia los residentes, por ejemplo, que la persona con deterioro cognitivo pueda ser maniatado o sujetado para contenerle, y de esta forma mantenerlo más tranquilo para recargar menos al personal a cargo; en esta línea, algo a también tener en cuenta cuando se ha elegido un centro de este tipo, es estar muy atentos a los cambios de comportamiento en el residente (por ejemplo somnolencia), para descubrir muy rápidamente el eventual uso de fármacos con una finalidad similar a la que acaba de señalarse.
Actualmente, en algunas comunidades autónomas españolas, las mismas se hacen cargo de un porcentaje de la cuantía mensual de cada residente, en función de una serie de requisitos observados en el centro.
En otros países, como Argentina, la institución PAMI, gubernamental, cubre el costo de los geriátricos que estén adheridos. Esto ofrece a los adultos mayores la posibilidad de vivir o concurrir diariamente a una de estas instalaciones sin cargos adicionales.
A los cuidadores de personas mayores se les ofrece la oportunidad de socializar entre ellos en el centro. Estos servicios ayudan a los cuidadores a sentirse más aliviados.

## Perfil del residente
La diversidad de usuarios de este tipo de centros es amplia, y existen distintas clasificaciones. Una posible clasificación en la que se diferencia el perfil de la persona residente, la duración de su estancia en el centro, y los cuidados que requerirá del personal especializado
| Perfiles                                                                                         | Duración Estancia  | Cuidados |
| Convalecientes de una operación o de una enfermedad.                                             | Corta              | Cumplimiento terapéutico del tratamiento, vigilancia, ayuda en AVDs si precisara.                                                                                     |
| Rehabilitación (fracturas, crisis de procesos patológicos)                                       | Generalmente corta | Cumplimiento terapéutico y programas de rehabilitación que corresponda en cada caso.                                                                                  |
| Terminales y estados vegetativos                                                                 | Incierta           | Cuidados paliativos con atención sanitaria y programas de intervención psicosocial                                                                                    |
| Ingresos por respiro familiar                                                                    | Corta              | Según grado de dependencia. Ayuda en AVDs. |
| Personas dependientes por patología crónica (con preservación de facultades mentales)            | Larga              | Ayuda en AVDs. Tratamientos de conservación y rehabilitación funcional. Programas psicosociales.                                                                      |
| Personas con deterioro cognitivo sin graves pérdidas de capacidad funcional                      | Larga              | Vigilancia y ayuda en AVDs. Programas terapéuticos de intervención psicosocial y sanitarios para conservación y rehabilitación de capacidades funcionales y mentales. |
| Personas con demencia y dependencia importante en AVDs.                                          | Larga              | Vigilancia y ayuda en AVDs. Tratamientos de conservación de capacidades funcionales y mentales.                                                                       |
| Personas con dependencia leve, pero con problema social importante (sin familia, sin recursos,…) | Indefinida         | Supervisión. Programas de integración social. |

## Motivos de ingreso
Los motivos más comunes por los que los mayores van a vivir a una residencia:
- por necesidad de compañía
- motivos de salud (deterioro de salud, disminución de autonomía personal)
- por no poder valerse por sí mismo/a
- por no molestar a la familia.

A la hora de ingresar en la residencia, tiene más importancia evitar la soledad para las personas de mayor edad (85 años y más). La salud, sin embargo, es más importante entre las mujeres, sobre todo las menores de 85 años, mientras que los motivos familiares cobran importancia a mayor edad del residente. Entre las personas que están en la residencia sólo temporalmente, los motivos familiares, especialmente los de salud, cobran mayor importancia.
Sean cuales fueran los motivos, siempre se debe realizar el ingreso con la conformidad de la persona mayor, y en los casos en los que las condiciones mentales no permitan obtenerla, es necesario obtener una incapacitación legal dictada por un juez.